# Cristian Emilian
Cristian Emilian – rumuński zapaśnik walczący w stylu wolnym. Brązowy medalista mistrzostw Europy w 1977; piąty w 1974. Trzeci na uniwersjadzie w 1973 roku.